# Extranjeras
Extranjeras és la segona pel·lícula d'Helena Taberna, un documental dirigit en 2003.

## Argument
Estrangeres mostra la cara desconeguda i quotidiana d'altres cultures a través de l'experiència de diverses dones immigrants que viuen a Madrid.
Veiem el dia a dia d'aquestes dones: el seu entorn familiar, com viuen i en què treballen. Tenim ocasió de conèixer què passa amb els seus somnis, i quin és el seu univers afectiu.
Descobrim també els nous espais d'intercanvi, relació i trobada que han creat, i la manera en què s'adapten al nou entorn per a mantenir vives els costums que han heretat de les seves respectives cultures.

## Palmarès

### SeminciValladolid
| Any  | Categoria               | Persona | Resultat  |
| ---- | ----------------------- | ------- | --------- |
| 2003 | Premi: Temps d'Història |         | Candidata |

### FestibercineCosta Rica
| Any  | Categoria                | Persona | Resultat |
| ---- | ------------------------ | ------- | -------- |
| 2003 | Esment d'Honor del jurat |         |          |

### Institut canari de la dona (Gran Canària)
| Any  | Categoria                    | Persona | Resultat   |
| ---- | ---------------------------- | ------- | ---------- |
| 2003 | Millor treball de divulgació |         | Guanyadora |

### III Trobada hispanoamericà de documental independent (Mèxic DF)
| Any  | Categoria    | Persona | Resultat   |
| ---- | ------------ | ------- | ---------- |
| 2004 | Primer Premi |         | Guanyadora |

A més, la pel·lícula ha estat projectada en més d'una vintena de festivals, jornades, cicles i esdeveniments.